# Mathilde de Bourgogne (1150-1192)
Pour les articles homonymes, voir Mathilde de Bourgogne.
Mathilde de Bourgogne, née vers 1150 et morte en 1192, comtesse de Grignon et de Tonnerre, est une aristocrate française de la lignée capétienne des ducs de Bourgogne.

## Biographie

### Origines
Née à Fontevraud, diocèse de Chartres (actuel Maine-et-Loire), Mathilde de Bourgogne est la fille de Raymond de Bourgogne (1125 - 28 juin 1156), de la lignée des rois capétiens Hugues Capet et Robert le Pieux et comte de Grignon et d'Issoudun, seigneur (jure uxoris) de Montpensier ; et de Agnès de Thiers d'Auvergne (~1130 - 1227), dame de Montpensier (mariage vers 1145).
Son oncle paternel Eudes II de Bourgogne est duc de Bourgogne de 1143 à 1162, puis son cousin Hugues III de Bourgogne (1162 – 1192) fils de Eudes II.
Elle naît à Fontevraud, diocèse de Chartres (actuel Maine-et-Loire).

### Mariages
En 1165, elle épouse Eudes II († 1167), seigneur d'Issoudun, qui meurt deux ans après. 
Vers 1168, elle épouse Guy de Nevers († 1175), comte de Nevers (1151-1175), fils de Guillaume III de Nevers (~1110-1161), comte de Nevers, et de Ida de Sponheim († 1178). Ils ont pour enfants :
* Guillaume V (1168-1181), comte de Nevers ;
* Agnès Ire (28 octobre 1170 - 6 février 1192), comtesse de Nevers (1181-1192).
En 1175, elle épouse Pierre de Flandre (~1140- 3 août 1176), troisième fils de Thierry d'Alsace comte de Flandre et de Sibylle d'Anjou. Pierre de Flandre, nommé très jeune évêque de Cambrai, renonce à son évêché en 1175 pour épouser Mahaut. Ils ont pour enfant :
* Sibylle de Flandre (~1176 - 1236).
Enfin, en quatrièmes noces, elle épouse en 1180 Robert II de Dreux (~1154-1218), comte de Dreux. Ils se séparent en 1181.

### Comtesse douairière
À la mort de Guy de Nevers, elle devient régente, puisque Guillaume est Guillaume V. Malgré ses remariage, elle garde le contrôle de son douaire selon l'usage. Ainsi, elle approuve, au nom de son fils, une donation à Saint-Michel, vers 1180.
Toutefois, le roi Philippe II Auguste profite de la situation pour prendre le contrôle des comtés d'Auxerre et de Nevers, ne laissant que Tonnerre à la comtesse. Le roi applique le droit selon lequel il peut reprendre un fief laissé sans héritier direct. Alfred Massé, dans son Histoire du Nivernais (1938), indique que le roi se serait appuyé sur le testament de Guy de Nevers par lequel il l'instituait comme tuteur de ses enfants.
En 1192, elle se retire à Fontrevault (Fontevraud). Son gendre Pierre II de Courtenay veille dès lors sur Tonnerre jusqu'à son décès.

### Mort et succession
Mathilde meurt à Fontrevault (Fontevraud), en 1192. Fromageot (1973) indiquait sa mort en 1220. Son corps y est inhumée.
Sa fille, Agnès Ire († 1192), que le roi a fait épouser en 1184 Pierre II de Courtenay, est l'héritière des comtés de Nevers de Tonnerre,.